# Justvik
Justvik is een plaats in de Noorse gemeente Kristiansand, provincie Agder. Justvik telt 1635 inwoners (2007) en heeft een oppervlakte van 0,84 km².